# Římskokatolická farnost Místek
Římskokatolická farnosti Místek je farnost římskokatolické církve v děkanátu Místek ostravsko-opavské diecéze. Farním kostelem je kostel svatého Jana a Pavla v Místku. Farnost má 5 kostelů a 1 kapli.

## Duchovní správci

#### Současnost:
- Farář a děkan - P. Mgr. Kazimír Buba
- Farní vikář - P. Ing. Vojtěch Buchta, P. Mgr. Jiří Filipec

#### Historie:
- 2019 - 2023 P. ThLic. Dr. Daniel Vícha, farář a děkan[1]
- 1991 - 2018 Mons. Mgr. Josef Maňák, farář a děkan[2]
- 1978 - 1991 P. Jan Vdoleček, farář a děkan[2]

## Bohoslužby
Pořad bohoslužeb je aktuální k 01/2025. Mše svaté z farního kostela jsou vysílány také online.
| Den - Místo - Čas |
| --- |
| PONDĚLÍ - Kostel sv. Jakuba Místek - 7:00, 17:00 ÚTERÝ - Kostel sv. Jakuba Místek - 7:00 STŘEDA - Kostel sv. Jakuba Místek - 7:00 Sviadnov - 7:30 ČTVRTEK - Kostel sv. Jakuba Místek - 7:00 PÁTEK - Kostel sv. Jakuba Místek - 7:00, 17:00 Hodoňovice - 16:30 SOBOTA - Kostel sv. Jakuba Místek - 7:30, 17:00 NEDĚLE - Kostel sv. Jana a Pavla Místek - 8:00, 10:00, 18:30 Lysůvky - 7:30 Sviadnov - 9:00 Hodoňovice - 10:30 |

Ve farnosti (části Místek) aktivně ministruje asi 15 ministrantů a 4 dospělí ministranti.

## Život ve farnosti

### Aktivity
Farnost má spoustu společenství do kterých se dá zapojit.
Farnost má svůj vlastní časopis s názvem Místenka, který vychází jednou za půl roku.
Co dva roky se ve farnosti pořádá festival Boží Město, do kterého jsou zapojeny všechny farnosti z města Frýdek-Místek.

### Počet farníků ve farnosti (statistiky)[3]

#### Historie
1 315 věřících - rok 1999
1 226 věřících - rok 2004
1 171 věřících - rok 2009
1 005 věřících - rok 2014
878 věřících - rok 2019

#### Současnost
659 věřících - rok 2024
Průměrný věk účastníků bohoslužeb je 50 let, ale 57 % lidí už tento věk překročilo. Do 14 let bylo 83 farníků, od 15 do 29 let 73, od 30 do 49 let 128, ve skupině 50 až 69 let 171 farníků, stejně jako ve skupině 70 až 84 let. Na nedělních bohoslužbách bylo i 33 lidí starších 85 let. V kostele bylo během sčítání 58 % žen a 42 % mužů. Třetina (36 %) byla ekonomicky aktivních, zbývající část tvořili děti, důchodci, farníci na mateřské/rodičovské dovolené a nezaměstnaní.
V roce 2024 se ve farnosti pokřtilo 27 lidí, 1. svaté přijímání přijalo 19 dětí, biřmování přijalo 54 věřících a uskutečnilo se 8 svateb a 29 pohřbů.